# Загвіздя
Загві́здя — село Івано-Франківського району Івано-Франківської області. Центр Загвіздянської сільської громади. Лежить на лівому березі річки Бистриці-Солотвинської, за 3 км від залізничної станції Івано-Франківськ.

## Клімат
Клімат району помірно континентальний. Середні температури липня +18 С, січня — мінус 5 С. Середня річна кількість опадів 600—800 мм. Сніговий покрив нестійкий (40 — 78 днів).

## Географія
Північно-східною околицею села тече потік Черешенків.

## Історія
Село засноване до 1394 року.
У податковому реєстрі 1515 року в селі документується млин і 3 лани (близько 75 га) оброблюваної землі. На той час за селом було затверджено волоське право.
Під час визвольної війни українського народу під керівництвом Б. Хмельницького 50 жителів села приєдналися до повстанців загону Семена Височана.
За даними облуправління МГБ у 1949 р. в Станіславському районі підпілля ОУН найактивнішим було в селах Ямниця, Підпечери, Загвіздя, Пациків і Рибне.
В 1949 році створено колгосп «Авангард», який 1968 року реорганізований у птахофабрику «Авангард».

## Населення

### Мова
Розподіл населення за рідною мовою за даними перепису 2001 року:
| Мова       | Відсоток |
| ---------- | -------- |
| українська | 99,35%   |
| російська  | 0,49%    |

## Пам'ятки археології
- Поселення Загвіздя І, підкарпатська к-ра шнурової кераміки; верхньодністровська група, ІІІ етап.
- Поселення Загвіздя ІІ, багатошарове: мезоліт; голі-градська к-ра фракійського гальштату; к-ра карпатських курганів; Київська Русь.
- Поселення Загвіздя ІІІ (трипільська к-ра).
- Поселення Загвіздя IV (мезоліт).
- Поселення Загвіздя V (голіградська культура фракійського гальштату).
- Поселення Загвіздя VI (мезоліт)

## Походження назви
За народними переказами, кілька століть тому на території теперішнього села Загвіздя був лише хутір, з усіх боків оточений лісами. Можливо, що й первісною назвою цього хутора, як вказується у книзі «Топонімічні назви населених пунктів Покуття», була назва Загосдзе (1373 р.). До села вела заболочена дорога. Тоді про таку дорогу склали приказку: «Туди поїдеш, як загвоздишся — з багна не вилізеш». Назва села утворена від слів «гвіздь, гваздами[прояснити]», які дуже давно, як пояснює «Словник народних термінів» (1984 р.) означали «болото, бруднити».

## Сьогодення
У селі є церква, школа, спортивний майданчик, дитячий садочок,бібліотека, будинок культури, клуб, медпункт, аптека, ресторан, мотель, сауна та багато магазинів. 

## Соціальна сфера
- Парафія УГКЦ, парох о. Іван (Шевчук)
- ДНЗ ясла-садок «Сонечко».
- Загвіздянський ліцей.
- Будинок культури (бібліотека, кінозал, спортзал).
- Адміністративний будинок (лікарська амбулаторія, кабінет стоматолога, аптека, перукарня, ательє, відділення зв'язку, ощадна каса).
- Магазини: «Легенда», «Гостинець», «Святковий» та багато інших.
- Ресторан-бар «Святковий», «Мангал», «Наталі».

## Підприємства
- Птахофабрика ЗАТ «Авангард», що стала материнською компанією, на основі якої виник агрохолдинг «Авангард».
- Кахельно-черепичний завод Івано-Франківського управління цегельних заводів.
- СВП "Завод ПРОКЕРАМ ТОВ "Голд кераміка"— виробництво керамічної цегли.
- Навчально-виробничий корпус ІФТУНГ № 6.

## Архітектура
- Українська Греко-католицька Церква Св. Івана Хрестителя (1932)

## Відомі люди
- Джус Юрій Ярославович (1990—2023) — солдат Збройних сил України, учасник російсько-української війни.
- Ленкавський Степан Володимирович (6 липня 1904, Угорники — 30 жовтня 1977, Мюнхен) — ідеолог Організації Українських Націоналістів (ОУН). Після загибелі С. Бандери, очолював Провід ОУН (1959-68).
- Драганчук Павло Іванович — голова сільської ради (обраний 2015).
- Костишин Ярослав Мирославович (19 червня 1981, Загвіздя — 27 жовтня 2014) — майор Збройних сил України, учасник російсько-української війни.
- Сбруєва Аліна Анатоліївна — український педагог.
- Стрільців Василь Степанович (13 січня 1929, Загвіздя — 16 травня 2004, Івано-Франківськ) — учасник українського національно-визвольного руху, член Української Гельсінської Групи.
- Ципердюк Іван Михайлович — поет.
- Карина Ткачук — чемпіонка Європи 2018 року серед юнаків з Таеквон-До ІТФ.

## Світлини

УГК церква св. Івана Хрестителя
Пам'ятний знак борцям за волю України
Магазин «Гостинець»
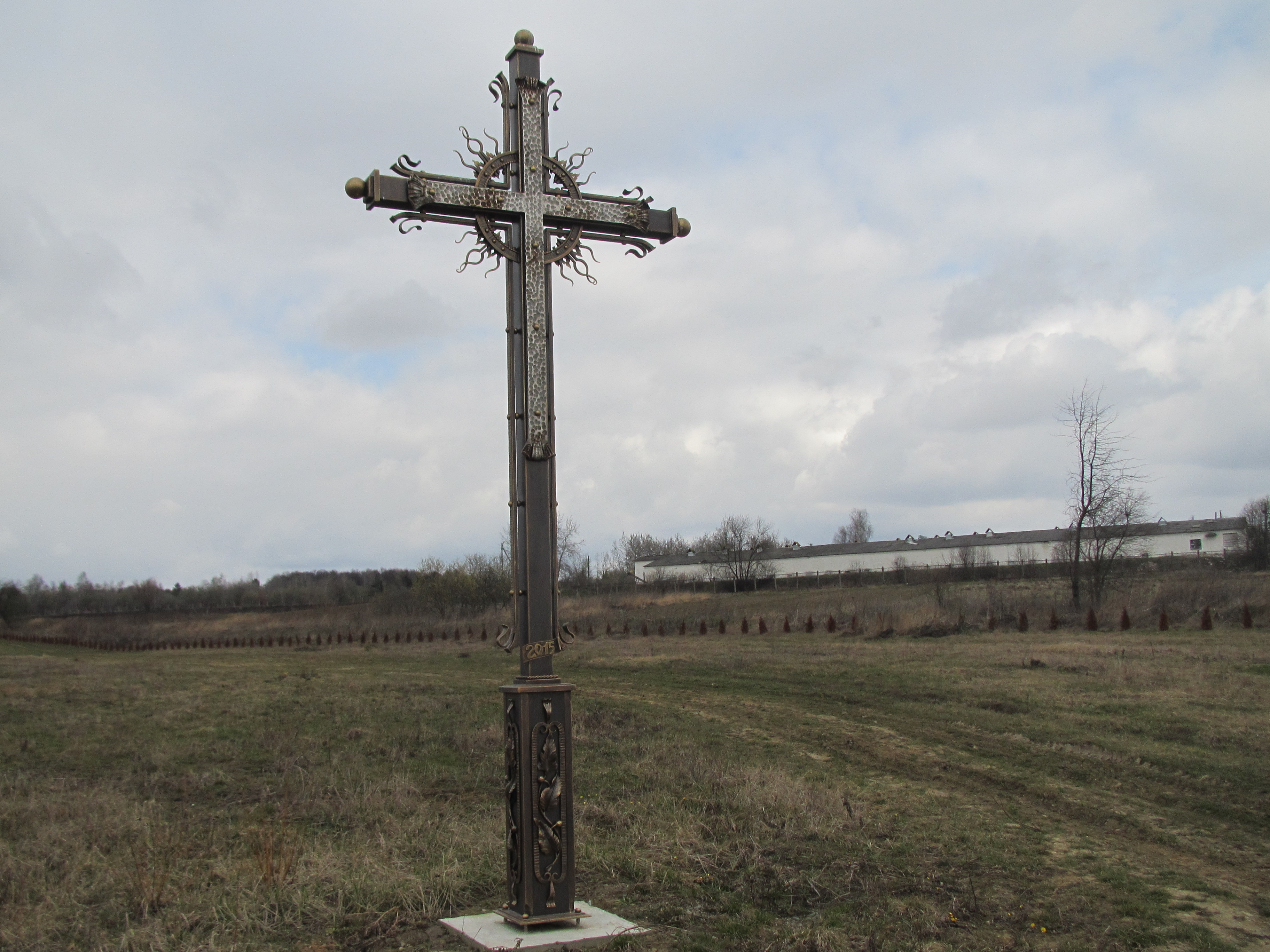
Хрест на сільському кладовищі

## Відео
- Загвіздя 2013, https://www.youtube.com/watch?v=czgz24krC5g
- Загвіздя 2014, https://www.youtube.com/watch?v=Qek-B1v2jJM
- Загвіздя 2015, https://www.youtube.com/watch?v=9GOgPHA_WpY
- ЖИВИ.ЛЮБИ.ЗАГВІЗДЯ — https://www.youtube.com/watch?v=_HmQw9rf4Ic